# 羅君強
羅君強（1902年—1970年2月22日），幼名光治。別名光湜、別号庸生、竹侯、健生、西西、西生。中國湖南省長沙府湘鄉縣人，中华民國政治人物。

## 生平

### 從共産党到国民党
1917年（民国六年），他入學長沙青年会日学校。翌年畢業，入學上海的大同学院。1919年（民国八年），他因病退学，赴法國勤工檢学。後來他因病在學習中途歸国。
1920年（民国九年）8月，他入學長沙嶽雲中学。1922年（民国十一年）春，他加入中国社会主義青年團，不久加入中国共産党。7月，他從中学畢業，以湘区和安源代表身份赴上海參加中國共産黨第二次全國代表大會，但未找到开会地址，未参加会议返回湖南。翌年，他脫離中國共産党。
1924年（民国十三年）初他恢復党籍，回到湖南任中國共産党湖南省委員会書記兼訓練委員会秘書。翌年他再次脫離中國共産黨。同年秋，他入學上海私立大夏大学（今华东师范大学），並加入中国国民党。1926年（民国十五年）12月，他放棄學業，到武漢。他加入武漢国民政府，在張治中手下任職。9月，他任南京中央陆军軍官学校中校政治教官。
1929年（民国十八年），他任軍事委員会武漢行營政訓部秘書長。1932年（民国二十一年）10月，他轉任浙江省海寧縣（現海寧市）縣長。有作者指是因姨太太自杀之故。翌年11月，他調到軍事委員会南昌行營。1935年（民国二十四年）春，他任軍事委員会重慶行營秘書。1937年（民国二十六年）初，他任軍事委員会辦公廳少将秘書兼辦公廳秘書處少将處長。

### 周佛海的親信
1938年（民国二十七年）2月，羅君強加入周佛海組織的藝文研究会。翌年2月，他從重慶到香港。此後，他被視爲周佛海的親信。8月，他到上海和汪精衛會合，任其下的中國国民党中央執行委員兼中央党部副秘書長（以後他連任四屆該職）。12月，他任陸軍軍官訓練團政訓處處長。
1940年（民国二十九年）3月，南京国民政府正式成立，羅君強任中央政治委員会副秘書長兼邊疆委員会委員長。7月，他任税警学校幹部訓練班辦公廳主任，創建了周佛海屬下的事實上的軍事組織「税警團」。翌年8月，他任社会行動指導委員会委員。他還任南京的《中報》、上海的《平報》這兩個報社的社長。
1942年（民国三十一年）3月，他任司法行政部部長。1943年（民国三十二年）1月，他任最高国防会議秘書長。翌月他任新国民運動促進委員会委員。3月，他任中央税警總團中将總團長。12月，他任安徽省省長。翌年9月他兼任中國國民黨安徽省党部主任委員。1945年（民国三十四年）1月，他任上海市長周佛海手下的秘書長。他還兼代理警察局局長、財政局局長。1945年8月起，他擔任江西省省長。
日本投降後的8月19日，戴笠命令周佛海創設上海行動總隊司令部並任命周為總指揮，羅君強任副總指揮，負責維持上海的治安。戴笠死後，9月30日羅因為無任何證明而被逮捕，1947年（民国三十六年）3月他被以漢奸罪判處無期徒刑。1949年1月，由南京移往上海提篮桥监狱。
羅君強在中華人民共和国成立後繼續被收監。1964年，保外就医。文革中再度被收监。1970年2月22日，他在上海市的監獄内病逝。享壽68歲。
罗君强1963年起曾断续写就《伪廷幽影录——汪伪情况的回忆写实》，但据云至死“未能全部完成”预定的写作计划。